# Diskografie Glee
Toto je kompletní seznam diskografie amerického hudebního televizního seriálu Glee.

## Alba

### Soundtracková alba
| Název                                          | Detaily alba                                                                               | Umístění | Umístění | Umístění | Umístění | Umístění | Umístění | Umístění | Umístění | Umístění | Umístění | Ocenění                                                                                                  |
| Název                                          | Detaily alba                                                                               | AUS      | CAN      | FRA      | IRL      | MEX      | NL       | NZ       | SWI      | UK       | US       | Ocenění                                                                                                  |
| ---------------------------------------------- | ------------------------------------------------------------------------------------------ | -------- | -------- | -------- | -------- | -------- | -------- | -------- | -------- | -------- | -------- | --- |
| Glee: The Music, Volume 1                      | - Vydáno: 2. listopadu 2009 - Vydavatelství: Columbia (#754090) - Formáty: CD, ke stažení  | 3        | 4        | 52       | 1        | 37       | 9        | 8        | 48       | 1        | 4        | - AUS: 2× platinové - CAN: platinové - IRL: 3× platinové - NZ: platinové - UK: platinové - US: platinové |
| Glee: The Music, Volume 2                      | - Vydáno: 8. prosince 2009 - Vydavatelství: Columbia (#761705) - Fomáty: CD, ke stažení    | 8        | 5        | 74       | 1        | 39       | 16       | 1        | —        | 2        | 3        | - AUS: platinové - CAN: platinové - IRL: 2× platinové - NZ: zlaté - UK: zlaté - US: zlaté                |
| Glee: The Music, Volume 3 Showstoppers         | - Vydáno: 18. května 2010 - Vydavatelství: Columbia (#770611) - Formáty: CD, ke stažení    | 1        | 1        | 47       | 1        | 9        | 22       | 3        | 87       | 3        | 1        | - AUS: platinové - IRL: platinové - NZ: zlaté - US: zlaté - UK: zlaté                                    |
| Glee: The Music, The Christmas Album           | - Vydáno: 9. listopadu 2010 - Vydavatelství: Columbia (#778567) - Formáty: CD, ke stažení  | 13       | 1        | —        | 13       | 77       | 43       | 27       | —        | 37       | 3        | - AUS: zlaté - IRL: zlaté - US: platinové                                                                |
| Glee: The Music, Volume 4                      | - Vydáno: 26. listopadu 2010 - Vydavatelství: Columbia (#779214) - Formáty: CD, ke stažení | 3        | 6        | 126      | 12       | 8        | 24       | 9        | —        | 4        | 5        | - AUS: platinové - IRL: zlaté - NZ: zlaté - US: zlaté - UK: zlaté                                        |
| Glee: The Music, Volume 5                      | - Vydáno: 8. března 2011 - Vydavatelství: Columbia (#785852) - Formáty: CD, ke stažení     | 1        | 3        | 100      | 5        | 23       | 27       | 3        | —        | 4        | 3        | - AUS: zlaté - NZ: zlaté                                                                                 |
| Glee: The Music Presents the Warblers          | - Vydáno: 19. dubna 2011 - Vydavatelství: Columbia - Formáty: CD, ke stažení               | 6        | 5        | —        | 8        | 41       | —        | 11       | —        | 7        | 2        | |
| Glee: The Music, Volume 6                      | - Vydáno: 23. května 2011 - Vydavatelství: Columbia - Formáty: CD, digital download        | 3        | 4        | —        | 4        | 49       | 83       | 3        | —        | 6        | 4        | - AUS: zlaté                                                                                             |
| Glee: The 3D Concert Movie                     | - Vydáno: 9. srpna 2011 - Vydavatelství: Columbia - Formáty: CD, ke stažení                | 12       | 10       | —        | 21       | 38       | 98       | 15       | —        | 35       | 16       | |
| Glee: The Music, The Christmas Album Volume 2  | - Vydáno: 15. listopadu 2011 - Vydavatelství: Columbia - Formáty: CD, ke stažení           | 24       | 6        | —        | 46       | —        | —        | —        | —        | 60       | 6        | |
| Glee: The Music, Volume 7                      | - Vydáno: 6. prosince 2011 - Vydavatelství: Columbia - Formáty: CD, ke stažení             | 18       | —        | —        | 41       | —        | 65       | 25       | —        | 55       | 9        | - AUS: zlaté                                                                                             |
| Glee: The Music, The Graduation Album          | - Vydáno: 15. května 2012 - Vydavatelství: Columbia - Formát: CD, ke stažení               | 12       | 6        | —        | 14       | —        | —        | 21       | —        | 17       | 8        | |
| Glee: The Music, Season 4, Volume 1            | - Vydáno: 27. listopadu 2012 - Vydavatelství: Columbia - Formát: CD, ke stažení            | —        | —        | —        | —        | —        | —        | —        | —        | —        | 33       | |
| Glee: The Music, The Christmas Album, Volume 3 | - Vydáno: 11. prosince 2012 - Vydavatelství: Columbia - Formáty: CD, ke stažení            | —        | —        | —        | —        | —        | —        | —        | —        | —        | 20       | |
| Glee Sings the Beatles                         | - Vydáno: 24. září 2013 - Vydavatelství: Columbia - Formáty: CD, ke stažení                | 48       | —        | —        | 92       | —        | —        | —        | —        | 89       | 38       | |
| Glee: The Music, Celebrating 100 Episodes      | - Vydáno: 25. března 2014 - Vydavatelství: Columbia - Formáty: CD, ke stažení              | 35       | —        | —        | —        | —        | —        | —        | —        | —        | 22       | |
| "—" značí, že se album neumístilo v žebříčku   |                                                                                            |          |          |          |          |          |          |          |          |          |          | |

### Kompilační alba
| Název                                                  | Detaily alba                                                                             | Umístění | Umístění | Umístění |
| Název                                                  | Detaily alba                                                                             | AUS      | IRL      | UK       |
| ------------------------------------------------------ | ---------------------------------------------------------------------------------------- | -------- | -------- | -------- |
| Glee: The Music, The Complete Season One               | - Vydavatelství: 14. září 2010 - Vydavatelství: Columbia - Formát: ke stažení            | —        | —        | —        |
| Glee: The Music, Best of Season One                    | - Vydáno: 15. listopadu 2010 - Vydavatelství: Columbia - Formáty: CD, ke stažení         | —        | 27       | 41       |
| Glee: The Music, The Complete Season One CD Collection | - Vydáno: 10. prosince 2010 - Vydavatelství: Columbia (88697839112) - Formát: CD box set | 45       | —        | —        |
| Glee: The Music, The Complete Season Two               | - Vydáno: 28. srpna 2012 - Vydavatelství: Columbia - Formát: ke stažení                  | —        | —        | —        |
| Glee: The Music, The Complete Season Three             | - Vydáno: 28. srpna 2012 - Vydavatelství: Columbia - Formát: ke stažení                  | —        | —        | —        |
| Glee: The Music, The Complete Season Four              | - Vydáno: 14. ledna 2014 - Vydavatelství: Columbia - Formát: ke stažení                  | —        | —        | —        |
| "—" značí, že se album neumístilo v žebříčku.          |                                                                                          |          |          |          |

### EP
| Název                                         | Detaily alba | Umístění | Umístění | Umístění | Umístění | Umístění | Umístění | Umístění | Umístění |
| Název                                         | Detaily alba | AUS      | CAN      | FRA      | IRL      | MEX      | NL       | UK       | US       |
| --------------------------------------------- | --- | -------- | -------- | -------- | -------- | -------- | -------- | -------- | -------- |
| Glee: The Music, The Power of Madonna         | - Vydáno: 20. dubna 2010 - Vydavatelství: Columbia (#767681) - Formáty: CD, ke stažení                                | 10       | 1        | —        | 5        | 34       | 93       | 4        | 1        |
| Glee: The Music, Journey to Regionals         | - Vydáno: 8. června 2010 - Vydavatelství: Columbia (#772878) - Formáty: CD, ke stažení                                | 3        | 2        | 184      | 1        | 59       | —        | 2        | 1        |
| Glee: The Music, The Rocky Horror Glee Show   | - Vydáno: 19. října 2010 - Vydavatelství: Columbia (#779646) - Formáty: CD, ke stažení                                | 8        | 10       | —        | 15       | —        | —        | 23       | 6        |
| Glee: The Music, Love Songs                   | - Vydáno: 28. prosince 2010 - Vydavatelství: Columbia - Formát: CD                                                    | —        | —        | —        | —        | —        | —        | —        | —        |
| Glee: The Music, Dance Party                  | - Vydáno: 6. září 2011 - Vydavatelství: Columbia - Formát: CD                                                         | —        | —        | —        | —        | —        | —        | —        | —        |
| Britney 2.0                                   | - Vydáno: 18. září 2012 - Vydavatelství: Twentieth Century Fox Film Corporation - Formát: ke stažení                  | —        | —        | —        | —        | —        | —        | —        | 43       |
| Glee: The Music Presents Glease               | - Vydáno: 6. listopadu 2012 - Vydavatelství: Columbia - Formát: CD, ke stažení                                        | —        | —        | —        | 88       | —        | —        | 79       | 28       |
| The Quarterback (Music From the TV Series)    | - Vydáno: 15. října 2013 - Vydavatelství: Columbia - Formát: ke stažení                                               | —        | 5        | —        | 28       | —        | —        | 64       | 7        |
| A Katy or a Gaga (Music from the Episode)     | - Vydáno: 5. listopadu 2013 - vydavatelství: Columbia - Formát: ke stažení                                            | —        | —        | —        | —        | —        | —        | —        | 43       |
| Movin' Out                                    | - Vydáno: 19. listopadu 2013 - Vydavatelství: Twentieth Century Fox Film Corporation, Columbia - Formát: ke stažení   | —        | —        | —        | —        | —        | —        | —        | —        |
| Glee: The Music, The Christmas Album Volume 4 | - Vydáno: 3. prosince 2013 - Vydavatelství: Twentieth Century Fox Film Corporation, Columbia - Formát: CD, ke stažení | —        | —        | —        | —        | —        | —        | —        | 104      |
| City of Angels                                | - Vydáno: 11. března 2014 - Vydavatelství: Twentieth Century Fox Film Corporation, Columbia - Formát: ke stažení      | —        | —        | —        | —        | —        | —        | —        | 122      |
| New New York                                  | - Vydáno: 1. dubna 2014 - Vydavatelství: Twentieth Century Fox Film Corporation, Columbia - Formát: ke stažení        | —        | —        | —        | —        | —        | —        | —        | —        |
| Glee: The Music, Bash                         | - Vydáno: 8. dubna 2014 - Vydavatelství: Twentieth Century Fox Film Corporation, Columbia - Formát: ke stažení        | —        | —        | —        | —        | —        | —        | —        | —        |
| Glee: The Music, Tested                       | - Vydáno: 15. dubna 2014 - Vydavatelství: Twentieth Century Fox Film Corporation, Columbia - Formát: ke stažení       | —        | —        | —        | —        | —        | —        | —        | —        |
| Glee: The Music, Opening Night                | - Vydáno: 22. dubna 2014 - Vydavatelství: Twentieth Century Fox Film Corporation, Columbia - Formát: ke stažení       | —        | —        | —        | —        | —        | —        | —        | —        |
| Glee: The Music, Old Dog, New Tricks          | - Vydáno: 6. května 2014 - Vydavatelství: Twentieth Century Fox Film Corporation, Columbia - Formát: ke stažení       | —        | —        | —        | —        | —        | —        | —        | —        |
| "—" značí, že se EP v žebříčku neumístilo.    | |          |          |          |          |          |          |          |          |

## Singly

### 1. série: 2009–2010
| Název                                                                           | Umístění | Umístění | Umístění | Umístění | Umístění | Umístění | Umístění | Ocenění                          | Album                                    | Epizoda                 |
| Název                                                                           | AUS      | CAN      | FRA>     | IRL      | NL       | UK       | US       | Ocenění                          | Album                                    | Epizoda                 |
| ------------------------------------------------------------------------------- | -------- | -------- | -------- | -------- | -------- | -------- | -------- | -------------------------------- | ---------------------------------------- | ----------------------- |
| "Don't Stop Believin'"                                                          | 5        | 37       | 48       | 4        | 91       | 2        | 4        | - AUS: platinový - US: platinový | Glee: The Music, Volume 1                | "Pilot"                 |
| "Rehab"                                                                         | 93       | —        | —        | 38       | —        | 62       | 98       |                                  | Glee: The Music, The Complete Season One | "Pilot"                 |
| "Can't Fight This Feeling"                                                      | —        | —        | —        | —        | —        | 117      | —        |                                  | Glee: The Music, Volume 1                | "Pilot"                 |
| "On My Own"                                                                     | —        | —        | —        | 42       | —        | 73       | —        |                                  | Glee: The Music, The Complete Season One | "Pilot"                 |
| "Gold Digger"                                                                   | 59       | —        | —        | 15       | —        | 44       | —        |                                  | Glee: The Music, Volume 1                | "Skandál"               |
| "Take a Bow"                                                                    | 38       | 73       | —        | 19       | —        | 36       | 46       |                                  | Glee: The Music, Volume 1                | "Skandál"               |
| "Push It"                                                                       | 60       | —        | —        | 35       | —        | 96       | —        |                                  | Glee: The Music, The Complete Season One | "Skandál"               |
| "Mercy"                                                                         | —        | —        | —        | 49       | —        | 94       | —        |                                  | Glee: The Music, The Complete Season One | "Bratři v hitu"         |
| "Bust Your Windows"                                                             | —        | —        | —        | 35       | —        | 57       | —        |                                  | Glee: The Music, Volume 1                | "Bratři v hitu"         |
| "Taking Chances"                                                                | 79       | 73       | —        | 28       | —        | 76       | 71       |                                  | Glee: The Music, Volume 1                | "V jiném stavu"         |
| "Maybe This Time" (featuring Kristin Chenoweth)                                 | 100      | —        | —        | —        | —        | 87       | 88       |                                  | Glee: The Music, Volume 1                | "Návrat nezdárné dcery" |
| "Alone"                                                                         | 94       | 58       | —        | 25       | —        | 47       | 51       |                                  | Glee: The Music, Volume 1                | "Návrat nezdárné dcery" |
| "Somebody to Love"                                                              | 65       | 33       | —        | 10       | —        | 26       | 28       |                                  | Glee: The Music, Volume 1                | "Návrat nezdárné dcery" |
| "Last Name" (featuring Kristin Chenoweth)                                       | —        | —        | —        | 44       | —        | 83       | —        |                                  | Glee: The Music, The Complete Season One | "Návrat nezdárné dcery" |
| "It's My Life / Confessions, Pt. II"                                            | 22       | 25       | —        | 6        | —        | 14       | 30       |                                  | Glee: The Music, The Complete Season One | "Vitamin D"             |
| "Halo / Walking on Sunshine"                                                    | 10       | 28       | —        | 4        | —        | 9        | 40       | - AUS: zlatý                     | Glee: The Music, The Complete Season One | "Vitamin D"             |
| "No Air"                                                                        | 52       | 65       | —        | 29       | —        | 52       | 65       |                                  | Glee: The Music, Volume 1                | "Menšiny"               |
| "Keep Holding On"                                                               | 56       | 58       | —        | 22       | —        | 47       | 56       |                                  | Glee: The Music, Volume 1                | "Menšiny"               |
| "Hate on Me"                                                                    | —        | —        | —        | —        | —        | 121      | —        |                                  | Glee: The Music, Volume 1                | "Menšiny"               |
| "You Keep Me Hangin' On"                                                        | —        | —        | —        | —        | —        | 166      | —        |                                  | Glee: The Music, Volume 1                | "Menšiny"               |
| "Sweet Caroline"                                                                | 37       | 22       | —        | —        | —        | 59       | 34       |                                  | Glee: The Music, Volume 1                | "Směska"                |
| "Bust a Move"                                                                   | —        | 78       | —        | —        | —        | 148      | 93       |                                  | Glee: The Music, Volume 1                | "Směska"                |
| "Thong Song"                                                                    | —        | —        | —        | —        | —        | 99       | —        |                                  | Glee: The Music, The Complete Season One | "Směska"                |
| "Dancing with Myself"                                                           | —        | —        | —        | —        | —        | 119      | —        |                                  | Glee: The Music, Volume 1                | "Na vozíku"             |
| "Defying Gravity"                                                               | 58       | 38       | —        | 19       | 59       | 38       | 31       |                                  | Glee: The Music, Volume 1                | "Na vozíku"             |
| "Proud Mary"                                                                    | —        | —        | —        | —        | —        | 93       | —        |                                  | Glee: The Music, Volume 2                | "Na vozíku"             |
| "Endless Love"                                                                  | —        | 87       | —        | —        | —        | 94       | 78       |                                  | Glee: The Music, Volume 2                | "Balady"                |
| "I'll Stand by You"                                                             | —        | 65       | —        | —        | —        | 101      | 73       |                                  | Glee: The Music, Volume 2                | "Balady"                |
| "Don't Stand So Close to Me / Young Girl"                                       | —        | 67       | —        | 50       | —        | 62       | 64       |                                  | Glee: The Music, Volume 2                | "Balady"                |
| "Crush"                                                                         | —        | —        | —        | —        | —        | 133      | —        |                                  | Glee: The Music, Volume 2                | "Balady"                |
| "(You're) Having My Baby"                                                       | —        | —        | —        | —        | —        | —        | —        |                                  | Glee: The Music, Volume 2                | "Balady"                |
| "Lean on Me"                                                                    | 76       | 39       | —        | 32       | 100      | 43       | 50       |                                  | Glee: The Music, Volume 2                | "Balady"                |
| "Don't Make Me Over"                                                            | —        | —        | —        | —        | —        | —        | —        |                                  | Glee: The Music, Volume 2                | "Vlasografie"           |
| "Imagine"                                                                       | 82       | 49       | —        | 32       | —        | 57       | 67       |                                  | Glee: The Music, Volume 2                | "Vlasografie"           |
| "True Colors"                                                                   | 47       | 38       | —        | 15       | —        | 35       | 66       |                                  | Glee: The Music, Volume 2                | "Vlasografie"           |
| "Papa Don't Preach"                                                             | —        | —        | —        | —        | —        | 81       | —        |                                  | Glee: The Music, The Complete Season One | "Vlasografie"           |
| "Bootylicious"                                                                  | —        | —        | —        | —        | —        | 127      | —        |                                  | Glee: The Music, The Complete Season One | "Vlasografie"           |
| "Hair / Crazy in Love"                                                          | —        | —        | —        | —        | —        | 120      | —        |                                  | Glee: The Music, The Complete Season One | "Vlasografie"           |
| "Jump"                                                                          | —        | —        | —        | —        | —        | 106      | —        |                                  | Glee: The Music, Volume 2                | "Matrace"               |
| "Smile"                                                                         | —        | —        | —        | —        | —        | 168      | —        |                                  | Glee: The Music, Volume 2                | "Matrace"               |
| "Smile"                                                                         | —        | —        | —        | —        | —        | 190      | —        |                                  | Glee: The Music, Volume 2                | "Matrace"               |
| "And I Am Telling You I'm Not Going"                                            | —        | 85       | —        | —        | —        | 93       | 94       |                                  | Glee: The Music, Volume 2                | "Okresní kolo"          |
| "Don't Rain on My Parade"                                                       | —        | 59       | —        | —        | —        | 80       | 53       |                                  | Glee: The Music, Volume 2                | "Okresní kolo"          |
| "You Can't Always Get What You Want"                                            | —        | 51       | —        | —        | —        | 138      | 71       |                                  | Glee: The Music, Volume 2                | "Okresní kolo"          |
| "My Life Would Suck Without You"                                                | 66       | 40       | —        | 29       | 94       | 53       | 51       |                                  | Glee: The Music, Volume 2                | "Okresní kolo"          |
| "Hello, I Love You"                                                             | —        | 49       | —        | 43       | —        | 69       | 66       |                                  | Glee: The Music, The Complete Season One | "Ahoj"                  |
| "Highway to Hell" (featuring Jonathan Groff)                                    | —        | 88       | —        | —        | —        | 89       | —        |                                  | Glee: The Music, The Complete Season One | "Ahoj"                  |
| "Gives You Hell"                                                                | 47       | 17       | —        | 1        | —        | 14       | 32       |                                  | Glee: The Music, Volume 3 Showstoppers   | "Ahoj"                  |
| "Hello" (featuring Jonathan Groff)                                              | 79       | 37       | —        | 31       | —        | 35       | 35       |                                  | Glee: The Music, Volume 3 Showstoppers   | "Ahoj"                  |
| "Hello Goodbye"                                                                 | 66       | 23       | —        | 24       | —        | 48       | 49       |                                  | Glee: The Music, Volume 3 Showstoppers   | "Ahoj"                  |
| "Express Yourself"                                                              | —        | —        | —        | —        | —        | 132      | —        |                                  | Glee: The Music, The Power of Madonna    | "Síla Madonny"          |
| "Borderline / Open Your Heart"                                                  | —        | 74       | —        | —        | —        | 66       | 78       |                                  | Glee: The Music, The Power of Madonna    | "Síla Madonny"          |
| "Vogue"                                                                         | —        | —        | —        | —        | —        | 106      | —        |                                  | Glee: The Music, The Power of Madonna    | "Síla Madonny"          |
| "Like a Virgin" (featuring Jonathan Groff)                                      | 99       | 83       | —        | 47       | —        | 58       | 87       |                                  | Glee: The Music, The Power of Madonna    | "Síla Madonny"          |
| "4 Minutes"                                                                     | —        | 70       | —        | 32       | —        | 42       | 89       |                                  | Glee: The Music, The Power of Madonna    | "Síla Madonny"          |
| "What It Feels Like for a Girl"                                                 | —        | —        | —        | —        | —        | 125      | —        |                                  | Glee: The Music, The Power of Madonna    | "Síla Madonny"          |
| "Like a Prayer" (featuring Jonathan Groff)                                      | 28       | 27       | —        | 2        | —        | 16       | 27       |                                  | Glee: The Music, The Power of Madonna    | "Síla Madonny"          |
| "Fire" (featuring Kristin Chenoweth)                                            | —        | 52       | —        | —        | —        | 93       | 64       |                                  | Glee: The Music, The Complete Season One | "Domov"                 |
| "A House Is Not a Home"                                                         | —        | 70       | —        | —        | —        | 94       | 70       |                                  | Glee: The Music, Volume 3 Showstoppers   | "Domov"                 |
| "One Less Bell to Answer / A House Is Not a Home" (featuring Kristin Chenoweth) | —        | 63       | —        | —        | —        | 77       | 53       |                                  | Glee: The Music, Volume 3 Showstoppers   | "Domov"                 |
| "Beautiful"                                                                     | 89       | 44       | —        | 39       | —        | 64       | 61       |                                  | Glee: The Music, Volume 3 Showstoppers   | "Domov"                 |
| "Home" (featuring Kristin Chenoweth)                                            | —        | 92       | —        | —        | —        | 116      | 90       |                                  | Glee: The Music, Volume 3 Showstoppers   | "Domov"                 |
| "Physical" (featuring Olivia Newton-John)                                       | 88       | 61       | —        | —        | —        | 56       | 89       |                                  | Glee: The Music, Volume 3 Showstoppers   | "Špatná pověst"         |
| "Total Eclipse of the Heart" (featuring Jonathan Groff)                         | 28       | 17       | 86       | 3        | —        | 9        | 16       |                                  | Glee: The Music, Volume 3 Showstoppers   | "Špatná pověst"         |
| "Ice Ice Baby"                                                                  | —        | 43       | —        | —        | —        | 52       | 74       |                                  | Glee: The Music, The Complete Season One | "Špatná pověst"         |
| "Run Joey Run" (featuring Jonathan Groff)                                       | 64       | 45       | —        | 12       | —        | 27       | 61       |                                  | Glee: The Music, The Complete Season One | "Špatná pověst"         |
| "U Can't Touch This"                                                            | —        | 62       | —        | —        | —        | 63       | 92       |                                  | Glee: The Music, The Complete Season One | "Špatná pověst"         |
| "Jessie's Girl"                                                                 | 8        | 10       | —        | 8        | —        | 33       | 23       | - AUS: zlatý                     | Glee: The Music, The Complete Season One | "Laryngitida"           |
| "The Boy Is Mine"                                                               | 97       | 60       | —        | 46       | —        | 62       | 76       |                                  | Glee: The Music, The Complete Season One | "Laryngitida"           |
| "Lady Is a Tramp"                                                               | —        | 72       | —        | —        | —        | 93       | 81       |                                  | Glee: The Music, Volume 3 Showstoppers   | "Laryngitida"           |
| "Rose's Turn"                                                                   | —        | 90       | —        | —        | —        | 126      | 93       |                                  | Glee: The Music, Volume 3 Showstoppers   | "Laryngitida"           |
| "One"                                                                           | —        | 42       | —        | 23       | —        | 56       | 60       |                                  | Glee: The Music, Volume 3 Showstoppers   | "Laryngitida"           |
| "Dream On" (featuring Neil Patrick Harris)                                      | 91       | 24       | —        | 44       | —        | 47       | 26       |                                  | Glee: The Music, Volume 3 Showstoppers   | "Sni dál"               |
| "Safety Dance"                                                                  | 53       | 55       | —        | —        | —        | 88       | 81       |                                  | Glee: The Music, Volume 3 Showstoppers   | "Sni dál"               |
| "I Dreamed a Dream" (featuring Idina Menzel)                                    | —        | 45       | —        | 36       | —        | 36       | 31       |                                  | Glee: The Music, Volume 3 Showstoppers   | "Sni dál"               |
| "Dream a Little Dream"                                                          | —        | 94       | —        | —        | —        | 115      | —        |                                  | Glee: The Music, The Complete Season One | "Sni dál"               |
| "Shout It Out Loud"                                                             | —        | —        | —        | —        | —        | 188      | —        |                                  | Glee: The Music, The Complete Season One | "Teatrálnost"           |
| "Funny Girl" (featuring Idina Menzel)                                           | —        | —        | —        | —        | —        | —        | —        |                                  | Glee: The Music, The Complete Season One | "Teatrálnost"           |
| "Poker Face" (featuring Idina Menzel)                                           | 25       | 26       | 100      | 16       | —        | 27       | 20       |                                  | Glee: The Music, Volume 3 Showstoppers   | "Teatrálnost"           |
| "Beth"                                                                          | 87       | 41       | —        | —        | —        | 98       | 72       |                                  | Glee: The Music, Volume 3 Showstoppers   | "Teatrálnost"           |
| "Bad Romance"                                                                   | 51       | 46       | —        | 10       | —        | 41       | 54       |                                  | Glee: The Music, Volume 3 Showstoppers   | "Teatrálnost"           |
| "Loser"                                                                         | —        | 65       | —        | —        | —        | 88       | 93       |                                  | Glee: The Music, Volume 3 Showstoppers   | "Funky fňuk"            |
| "Give Up the Funk"                                                              | —        | —        | —        | —        | —        | 87       | —        |                                  | Glee: The Music, Volume 3 Showstoppers   | "Funky fňuk"            |
| "Another One Bites the Dust" (featuring Jonathan Groff)                         | —        | 53       | —        | 41       | —        | 101      | 79       |                                  | Glee: The Music, The Complete Season One | "Funky fňuk"            |
| "Tell Me Something Good"                                                        | —        | 81       | —        | —        | —        | 123      | 87       |                                  | Glee: The Music, The Complete Season One | "Funky fňuk"            |
| "It's a Man's Man's Man's World"                                                | —        | 73       | —        | —        | —        | 94       | 95       |                                  | Glee: The Music, The Complete Season One | "Funky fňuk"            |
| "Good Vibrations"                                                               | 41       | 35       | —        | —        | —        | 77       | 69       |                                  | Glee: The Music, The Complete Season One | "Funky fňuk"            |
| "—" značí, že se skladba neumístila v žebříčku.                                 |          |          |          |          |          |          |          |                                  |                                          |                         |

### 2. série: 2010–2011
| Název                                                         | Umístění | Umístění | Umístění | Umístění | Umístění | Ocenění     | Album                                    | Epizoda                   |
| Název                                                         | AUS      | CAN      | IRL      | UK       | US       | Ocenění     | Album                                    | Epizoda                   |
| ------------------------------------------------------------- | -------- | -------- | -------- | -------- | -------- | ----------- | ---------------------------------------- | ------------------------- |
| "Telephone"                                                   | 30       | 17       | 18       | 25       | 23       |             | Glee: The Music, The Complete Season Two | "Konkurz"                 |
| "Listen"                                                      | 87       | 51       | 33       | 51       | 38       |             | Glee: The Music, The Complete Season Two | "Konkurz"                 |
| "What I Did for Love"                                         | —        | 63       | —        | 96       | 51       |             | Glee: The Music, Love Songs              | "Konkurz"                 |
| "Empire State of Mind"                                        | 20       | 25       | 20       | 35       | 21       |             | Glee: The Music, Volume 4                | "Konkurz"                 |
| "Billionaire"                                                 | 34       | 24       | 15       | 48       | 28       |             | Glee: The Music, Volume 4                | "Konkurz"                 |
| "Me Against the Music"                                        | 93       | 54       | —        | 110      | 56       |             | Glee: The Music, Volume 4                | "Britney/Brittany"        |
| "Stronger"                                                    | —        | 47       | —        | 189      | 53       |             | Glee: The Music, Volume 4                | "Britney/Brittany"        |
| "Toxic"                                                       | 37       | 15       | 17       | 40       | 16       |             | Glee: The Music, Volume 4                | "Britney/Brittany"        |
| "The Only Exception"                                          | 53       | 22       | 22       | 45       | 26       |             | Glee: The Music, Volume 4                | "Britney/Brittany"        |
| "I'm a Slave 4 U"                                             | —        | 49       | —        | 97       | 52       |             | Glee: The Music, Dance Party             | "Britney/Brittany"        |
| "...Baby One More Time"                                       | —        | 50       | —        | 104      | 54       |             | Glee: The Music, The Complete Season Two | "Britney/Brittany"        |
| "Only the Good Die Young"                                     | 49       | 39       | —        | 113      | 50       |             | Glee: The Music, The Complete Season Two | "Boží sendvič"            |
| "I Look to You"                                               | —        | 74       | —        | 137      | 74       |             | Glee: The Music, The Complete Season Two | "Boží sendvič"            |
| "Papa Can You Hear Me?"                                       | —        | 67       | —        | 124      | 65       |             | Glee: The Music, The Complete Season Two | "Boží sendvič"            |
| "Losing My Religion"                                          | —        | 47       | —        | 82       | 60       |             | Glee: The Music, The Complete Season Two | "Boží sendvič"            |
| "Bridge over Troubled Water"                                  | —        | 69       | —        | 138      | 73       |             | Glee: The Music, The Complete Season Two | "Boží sendvič"            |
| "I Want to Hold Your Hand"                                    | 89       | 21       | 37       | 74       | 36       |             | Glee: The Music, Volume 4                | "Boží sendvič"            |
| "One of Us"                                                   | —        | 27       | 31       | 84       | 37       |             | Glee: The Music, Volume 4                | "Boží sendvič"            |
| "River Deep, Mountain High"                                   | 44       | 36       | 30       | 45       | 41       |             | Glee: The Music, Volume 4                | "Soutěž v duetech"        |
| "Lucky"                                                       | 57       | 17       | 45       | 67       | 27       |             | Glee: The Music, Volume 4                | "Soutěž v duetech"        |
| "Don't Go Breaking My Heart"                                  | 96       | 31       | —        | 79       | 50       |             | Glee: The Music, Love Songs              | "Soutěž v duetech"        |
| "Le Jazz Hot"                                                 | —        | 88       | —        | —        | 94       |             | Glee: The Music, The Complete Season Two | "Soutěž v duetech"        |
| "Sing!"                                                       | —        | 67       | —        | 183      | 87       |             | Glee: The Music, The Complete Season Two | "Soutěž v duetech"        |
| "Happy Days Are Here Again / Get Happy"                       | —        | 55       | —        | 105      | 48       |             | Glee: The Music, The Complete Season Two | "Soutěž v duetech"        |
| "Start Me Up / Livin' on a Prayer"                            | 49       | 22       | 30       | 39       | 31       |             | Glee: The Music, The Complete Season Two | "Nepolíbená"              |
| "Stop! In the Name of Love / Free Your Mind"                  | 77       | 28       | —        | 61       | 38       |             | Glee: The Music, The Complete Season Two | "Nepolíbená"              |
| "One Love (People Get Ready)"                                 | —        | 32       | —        | 104      | 41       |             | Glee: The Music, Volume 4                | "Nepolíbená"              |
| "Teenage Dream"                                               | 24       | 10       | 18       | 36       | 8        | - US: zlatý | Glee: The Music, Volume 4                | "Nepolíbená"              |
| "Forget You" (featuring Gwyneth Paltrow)                      | 24       | 12       | 20       | 31       | 11       |             | Glee: The Music, Volume 4                | "Suplentka"               |
| "Make 'Em Laugh"                                              | —        | —        | —        | —        | —        |             | Glee: The Music, The Complete Season Two | "Suplentka"               |
| "Nowadays / Hot Honey Rag" (featuring Gwyneth Paltrow)        | —        | —        | —        | 153      | —        |             | Glee: The Music, The Complete Season Two | "Suplentka"               |
| "Singin' in the Rain / Umbrella" (featuring Gwyneth Paltrow)  | 23       | 20       | 10       | 22       | 18       |             | Glee: The Music, The Complete Season Two | "Suplentka"               |
| "Ohio" (featuring Carol Burnett)                              | —        | —        | —        | —        | —        |             | Glee: The Music, The Complete Season Two | "Furt"                    |
| "Marry You"                                                   | 27       | 19       | 31       | 51       | 32       |             | Glee: The Music, Volume 4                | "Furt"                    |
| "Sway"                                                        | —        | —        | —        | —        | —        |             | Glee: The Music, Volume 4                | "Furt"                    |
| "Just the Way You Are"                                        | 47       | 24       | 48       | 69       | 40       |             | Glee: The Music, Volume 4                | "Furt"                    |
| "Valerie"                                                     | —        | 70       | —        | 112      | 54       |             | Glee: The Music, Volume 4                | "Kurtova válka"           |
| "(I've Had) The Time of My Life"                              | 85       | 39       | —        | 82       | 38       |             | Glee: The Music, Volume 4                | "Kurtova válka"           |
| "Don't Cry for Me Argentina"                                  | —        | —        | —        | 67       | 97       |             | Glee: The Music, The Complete Season Two | "Kurtova válka"           |
| "The Living Years"                                            | —        | —        | —        | —        | —        |             | Glee: The Music, The Complete Season Two | "Kurtova válka"           |
| "Dog Days Are Over"                                           | 67       | 22       | 43       | 48       | 22       |             | Glee: The Music, The Complete Season Two | "Kurtova válka"           |
| "Hey, Soul Sister"                                            | 81       | 32       | —        | 37       | 29       |             | Glee: The Music Presents the Warblers    | "Kurtova válka"           |
| "Last Christmas"                                              | 60       | 46       | —        | —        | 63       |             | Glee: The Music, The Christmas Album     | "Vánoce"                  |
| "Welcome Christmas"                                           | —        | 37       | —        | —        | 59       |             | Glee: The Music, The Complete Season Two | "Vánoce"                  |
| "Bills, Bills, Bills"                                         | 71       | 58       | —        | 58       | 44       |             | Glee: The Music Presents the Warblers    | "Sue v rozpacích"         |
| "Thriller / Heads Will Roll"                                  | 17       | 30       | 37       | 23       | 38       |             | Glee: The Music, Volume 5                | "Sue v rozpacích"         |
| "Need You Now"                                                | 46       | 51       | —        | 51       | 62       |             | Glee: The Music, Volume 5                | "Sue v rozpacích"         |
| "She's Not There"                                             | —        | —        | —        | 119      | 87       |             | Glee: The Music, Volume 5                | "Sue v rozpacích"         |
| "Fat Bottomed Girls"                                          | 93       | 50       | —        | 66       | 56       |             | Glee: The Music, Volume 5                | "Hloupé písně o lásce"    |
| "P.Y.T. (Pretty Young Thing)"                                 | —        | 69       | —        | 68       | 58       |             | Glee: The Music, Volume 5                | "Hloupé písně o lásce"    |
| "Firework"                                                    | 59       | 35       | —        | 55       | 34       |             | Glee: The Music, Volume 5                | "Hloupé písně o lásce"    |
| "Silly Love Songs"                                            | 55       | 54       | —        | 89       | 45       |             | Glee: The Music Presents the Warblers    | "Hloupé písně o lásce"    |
| "When I Get You Alone"                                        | 100      | 61       | —        | 79       | 47       |             | Glee: The Music Presents the Warblers    | "Hloupé písně o lásce"    |
| "I Know What Boys Like"                                       | —        | —        | —        | —        | —        |             | Glee: The Music, Dance Party             | "Návrat"                  |
| "Baby"                                                        | 90       | 52       | —        | 67       | 47       |             | Glee: The Music, Volume 5                | "Návrat"                  |
| "Somebody to Love"                                            | 68       | 53       | —        | 82       | 62       |             | Glee: The Music, Volume 5                | "Návrat"                  |
| "Take Me or Leave Me"                                         | —        | 60       | —        | 91       | 51       |             | Glee: The Music, Volume 5                | "Návrat"                  |
| "Sing"                                                        | 79       | 37       | —        | 46       | 49       |             | Glee: The Music, Volume 5                | "Návrat"                  |
| "Don't You Want Me"                                           | 44       | 50       | —        | 47       | 49       |             | Glee: The Music, Volume 5                | "Za to může alkohol"      |
| "Tik Tok"                                                     | 72       | 56       | —        | 45       | 61       |             | Glee: The Music, Dance Party             | "Za to může alkohol"      |
| "Blame It (On the Alcohol)"                                   | 80       | 61       | —        | 63       | 55       |             | Glee: The Music, Dance Party             | "Za to může alkohol"      |
| "One Bourbon, One Scotch, One Beer"                           | —        | —        | —        | 154      | —        |             | Glee: The Music, The Complete Season Two | "Za to může alkohol"      |
| "Animal"                                                      | 88       | 65       | —        | 96       | 62       |             | Glee: The Music Presents the Warblers    | "Sexy"                    |
| "Do You Wanna Touch Me (Oh Yeah)" (featuring Gwyneth Paltrow) | —        | 63       | —        | 95       | 57       |             | Glee: The Music, Volume 5                | "Sexy"                    |
| "Kiss" (featuring Gwyneth Paltrow)                            | 98       | 80       | —        | 141      | 83       |             | Glee: The Music, Volume 5                | "Sexy"                    |
| "Landslide" (featuring Gwyneth Paltrow)                       | 38       | 35       | 36       | 52       | 23       |             | Glee: The Music, Volume 5                | "Sexy"                    |
| "Afternoon Delight" (featuring John Stamos)                   | —        | —        | —        | —        | —        |             | Glee: The Music, Volume 5                | "Sexy"                    |
| "Get It Right"                                                | 34       | 23       | 38       | 31       | 16       |             | Glee: The Music, Volume 5                | "Původní píseň"           |
| "Loser Like Me"                                               | 15       | 9        | 23       | 27       | 6        | - US: zlatý | Glee: The Music, Volume 5                | "Původní píseň"           |
| "Misery"                                                      | 66       | 56       | —        | 101      | 52       |             | Glee: The Music Presents the Warblers    | "Původní píseň"           |
| "Blackbird"                                                   | 58       | 48       | —        | 118      | 37       |             | Glee: The Music Presents the Warblers    | "Původní píseň"           |
| "Candles"                                                     | 100      | 86       | —        | 165      | 71       |             | Glee: The Music Presents the Warblers    | "Původní píseň"           |
| "Raise Your Glass"                                            | 30       | 46       | —        | 61       | 36       |             | Glee: The Music Presents the Warblers    | "Původní píseň"           |
| "Big Ass Heart"                                               | —        | —        | —        | 173      | —        |             | Glee: The Music, The Complete Season Two | "Původní píseň"           |
| "Hell to the No"                                              | —        | 65       | —        | 77       | 53       |             | Glee: The Music, The Complete Season Two | "Původní píseň"           |
| "Trouty Mouth"                                                | —        | —        | —        | —        | —        |             | Glee: The Music, The Complete Season Two | "Původní píseň"           |
| "Ain't No Way"                                                | —        | —        | —        | 171      | —        |             | Glee: The Music, The Complete Season Two | "Večer přehlížených"      |
| "All by Myself"                                               | —        | —        | —        | 98       | 87       |             | Glee: The Music, The Complete Season Two | "Večer přehlížených"      |
| "I Follow Rivers"                                             | —        | —        | —        | —        | —        |             | Glee: The Music, The Complete Season Two | "Večer přehlížených"      |
| "Turning Tables" (featuring Gwyneth Paltrow)                  | —        | 66       | —        | 75       | 66       |             | Glee: The Music, Volume 6                | "Večer přehlížených"      |
| "I Feel Pretty / Unpretty"                                    | 47       | 28       | 37       | 36       | 22       |             | Glee: The Music, Volume 6                | "Takoví jsme se narodili" |
| "As If We Never Said Goodbye"                                 | —        | —        | —        | 112      | 80       |             | Glee: The Music, Volume 6                | "Takoví jsme se narodili" |
| "Born This Way"                                               | 76       | 31       | —        | 52       | 44       |             | Glee: The Music, Volume 6                | "Takoví jsme se narodili" |
| "Somewhere Only We Know"                                      | 97       | 52       | 47       | 44       | 42       |             | Glee: The Music Presents the Warblers    | "Takoví jsme se narodili" |
| "I've Gotta Be Me"                                            | —        | —        | —        | —        | —        |             | Glee: The Music, The Complete Season Two | "Takoví jsme se narodili" |
| "Never Going Back Again"                                      | —        | 80       | —        | 167      | 81       |             | Glee: The Music, The Complete Season Two | "Drby"                    |
| "I Don't Want to Know"                                        | —        | —        | —        | 156      | —        |             | Glee: The Music, The Complete Season Two | "Drby"                    |
| "Dreams" (featuring Kristin Chenoweth)                        | —        | —        | —        | 133      | 92       |             | Glee: The Music, Volume 6                | "Drby"                    |
| "Songbird"                                                    | —        | 70       | —        | 54       | 68       |             | Glee: The Music, Volume 6                | "Drby"                    |
| "Go Your Own Way"                                             | 30       | 31       | 40       | 51       | 45       |             | Glee: The Music, Volume 6                | "Drby"                    |
| "Don't Stop"                                                  | —        | 65       | —        | 104      | 79       |             | Glee: The Music, Volume 6                | "Drby"                    |
| "Rolling in the Deep" (featuring Jonathan Groff)              | 55       | 31       | 47       | 49       | 29       |             | Glee: The Music, Volume 6                | "Královna plesu"          |
| "Isn't She Lovely"                                            | 58       | 83       | —        | 111      | 65       |             | Glee: The Music, Volume 6                | "Královna plesu"          |
| "Dancing Queen"                                               | —        | 89       | —        | 169      | 74       |             | Glee: The Music, Volume 6                | "Královna plesu"          |
| "I'm Not Gonna Teach Your Boyfriend How to Dance with You"    | —        | 87       | —        | 100      | 72       |             | Glee: The Music, Dance Party             | "Královna plesu"          |
| "Friday"                                                      | 62       | 33       | 46       | 46       | 34       |             | Glee: The Music, The Complete Season Two | "Královna plesu"          |
| "Jar of Hearts"                                               | 99       | 39       | —        | 63       | 49       |             | Glee: The Music, The Complete Season Two | "Královna plesu"          |
| "Back to Black"                                               | —        | —        | —        | 103      | 82       |             | Glee: The Music, The Complete Season Two | "Pohřeb"                  |
| "Some People"                                                 | —        | —        | —        | —        | —        |             | Glee: The Music, The Complete Season Two | "Pohřeb"                  |
| "Try a Little Tenderness"                                     | —        | —        | —        | —        | —        |             | Glee: The Music, Volume 6                | "Pohřeb"                  |
| "My Man]"                                                     | —        | —        | —        | —        | 94       |             | Glee: The Music, Volume 6                | "Pohřeb"                  |
| "Pure Imagination"                                            | 92       | 87       | —        | 97       | 59       |             | Glee: The Music, Volume 6                | "Pohřeb"                  |
| "Bella Notte"                                                 | —        | —        | —        | —        | —        |             | Glee: The Music, Volume 6                | "New York"                |
| "As Long as You're There"                                     | —        | —        | —        | 128      | 93       |             | Glee: The Music, Volume 6                | "New York"                |
| "Pretending"                                                  | —        | 40       | —        | 63       | 40       |             | Glee: The Music, Volume 6                | "New York"                |
| "Light Up the World"                                          | 78       | 26       | 46       | 48       | 33       |             | Glee: The Music, Volume 6                | "New York"                |
| "My Cup"                                                      | —        | —        | —        | —        | —        |             | Glee: The Music, The Complete Season Two | "New York"                |
| "I Love New York / New York, New York"                        | —        | 81       | —        | 83       | 81       |             | Glee: The Music, The Complete Season Two | "New York"                |
| "For Good"                                                    | —        | 79       | —        | 65       | 58       |             | Glee: The Music, The Complete Season Two | "New York"                |
| "Yeah!"                                                       | —        | —        | —        | 168      | —        |             | Glee: The Music, Dance Party             | "New York"                |
| "—" značí, že se skladba neumístila v žebříčku                |          |          |          |          |          |             |                                          |                           |

### 3. série: 2011–2012
| Název                                                 | Umístění | Umístění | Umístění | Umístění | Umístění | Ocenění | Album                                         | Epizoda                          |
| Název                                                 | AUS      | CAN      | IRL      | UK       | US       | Ocenění | Album                                         | Epizoda                          |
| ----------------------------------------------------- | -------- | -------- | -------- | -------- | -------- | ------- | --------------------------------------------- | -------------------------------- |
| "We Got the Beat"                                     | —        | 83       | —        | 129      | 83       |         | Glee: The Music, The Complete Season Three    | "Projekt „Fialové piano“"        |
| "Ding-Dong! The Witch Is Dead"                        | —        | —        | —        | 177      | —        |         | Glee: The Music, The Complete Season Three    | "Projekt „Fialové piano“"        |
| "Anything Goes / Anything You Can Do"                 | —        | —        | —        | 185      | —        |         | Glee: The Music, The Complete Season Three    | "Projekt „Fialové piano“"        |
| "It's Not Unusual"                                    | —        | 75       | —        | 99       | 65       |         | Glee: The Music, Volume 7                     | "Projekt „Fialové piano“"        |
| "You Can't Stop the Beat"                             | 90       | 65       | —        | 70       | 67       |         | Glee: The Music, Volume 7                     | "Projekt „Fialové piano“"        |
| "Somewhere" (featuring Idina Menzel)                  | —        | —        | —        | 110      | 75       |         | Glee: The Music, Volume 7                     | "Shelby se vrací"                |
| "Something's Coming"                                  | —        | —        | —        | —        | —        |         | Glee: The Music, The Complete Season Three    | "Shelby se vrací"                |
| "I'm the Greatest Star"                               | —        | —        | —        | —        | —        |         | Glee: The Music, The Complete Season Three    | "Shelby se vrací"                |
| "Spotlight"                                           | —        | —        | —        | 172      | —        |         | Glee: The Music, The Complete Season Three    | "Asijská pětka"                  |
| "Cool"                                                | —        | —        | —        | —        | —        |         | Glee: The Music, The Complete Season Three    | "Asijská pětka"                  |
| "It's All Over"                                       | —        | —        | —        | —        | —        |         | Glee: The Music, The Complete Season Three    | "Asijská pětka"                  |
| "Out Here on My Own"                                  | —        | —        | —        | 165      | —        |         | Glee: The Music, The Complete Season Three    | "Asijská pětka"                  |
| "Run the World (Girls)"                               | 91       | —        | —        | 130      | 91       |         | Glee: The Music, Volume 7                     | "Asijská pětka"                  |
| "Fix You"                                             | 99       | 76       | —        | 103      | 53       |         | Glee: The Music, Volume 7                     | "Asijská pětka"                  |
| "Last Friday Night (T.G.I.F.)"                        | 86       | 86       | —        | 107      | 72       |         | Glee: The Music, Volume 7                     | "Hrnec zlata"                    |
| "Bein' Green"                                         | —        | —        | —        | —        | —        |         | Glee: The Music, The Complete Season Three    | "Hrnec zlata"                    |
| "Waiting for a Girl Like You"                         | —        | —        | —        | —        | —        |         | Glee: The Music, The Complete Season Three    | "Hrnec zlata"                    |
| "Candyman"                                            | —        | —        | —        | 158      | —        |         | Glee: The Music, The Complete Season Three    | "Hrnec zlata"                    |
| "Take Care of Yourself"                               | —        | —        | —        | —        | —        |         | Glee: The Music, The Complete Season Three    | "Hrnec zlata"                    |
| "A Boy Like That"                                     | —        | —        | —        | —        | —        |         | Glee: The Music, The Complete Season Three    | "Poprvé"                         |
| "America"                                             | —        | —        | —        | 191      | —        |         | Glee: The Music, The Complete Season Three    | "Poprvé"                         |
| "One Hand, One Heart"                                 | —        | —        | —        | —        | —        |         | Glee: The Music, The Complete Season Three    | "Poprvé"                         |
| "Tonight"                                             | —        | —        | —        | —        | —        |         | Glee: The Music, Volume 7                     | "Poprvé"                         |
| "Uptown Girl"                                         | —        | 93       | —        | 140      | 68       |         | Glee: The Music, Volume 7                     | "Poprvé"                         |
| "Hot for Teacher"                                     | —        | —        | —        | —        | —        |         | Glee: The Music, Volume 7                     | "Souboj"                         |
| "Rumour Has It / Someone Like You"                    | 28       | 12       | 19       | 35       | 11       |         | Glee: The Music, Volume 7                     | "Souboj"                         |
| "Yoü and I / You and I" (featuring Idina Menzel)      | —        | 93       | —        | 174      | 69       |         | Glee: The Music, The Complete Season Three    | "Souboj"                         |
| "Hit Me with Your Best Shot / One Way or Another"     | 90       | 95       | —        | 134      | 86       |         | Glee: The Music, The Complete Season Three    | "Souboj"                         |
| "I Can't Go for Tha / You Make My Dreams"             | —        | 74       | —        | 178      | 80       |         | Glee: The Music, The Complete Season Three    | "Souboj"                         |
| "Perfect"                                             | —        | 71       | —        | 113      | 57       |         | Glee: The Music, The Complete Season Three    | "Políbila jsem dívku"            |
| "I'm the Only One"                                    | —        | —        | —        | —        | 86       |         | Glee: The Music, The Complete Season Three    | "Políbila jsem dívku"            |
| "Jolene"                                              | —        | —        | —        | —        | —        |         | Glee: The Music, The Complete Season Three    | "Políbila jsem dívku"            |
| "I Kissed a Girl"                                     | —        | 87       | —        | 149      | 66       |         | Glee: The Music, The Complete Season Three    | "Políbila jsem dívku"            |
| "Girls Just Want to Have Fun"                         | —        | 75       | —        | —        | 59       |         | Glee: The Music, Volume 7                     | "Políbila jsem dívku"            |
| "Constant Craving" (featuring Idina Menzel)           | —        | —        | —        | —        | 89       |         | Glee: The Music, Volume 7                     | "Políbila jsem dívku"            |
| "We Are Young"                                        | 49       | 11       | 32       | 56       | 12       |         | Glee: The Music, The Graduation Album         | "Drž si svých 16"                |
| "Red Solo Cup"                                        | —        | 99       | —        | —        | 92       |         | Glee: The Music, The Complete Season Three    | "Drž si svých 16"                |
| "Buenos Aires"                                        | —        | —        | —        | —        | —        |         | Glee: The Music, The Complete Season Three    | "Drž si svých 16"                |
| "Survivor / I Will Survive"                           | 78       | 47       | —        | 97       | 51       |         | Glee: The Music, The Complete Season Three    | "Drž si svých 16"                |
| "My Favorite Things"                                  | —        | —        | —        | —        | —        |         | Glee: The Music, The Complete Season Three    | "Velmi neobyčejně veselé Vánoce" |
| "All I Want for Christmas Is You"                     | —        | —        | —        | —        | —        |         | Glee: The Music, The Christmas Album Volume 2 | "Velmi neobyčejně veselé Vánoce" |
| "Blue Christmas"                                      | —        | —        | —        | —        | —        |         | Glee: The Music, The Christmas Album Volume 2 | "Velmi neobyčejně veselé Vánoce" |
| "River"                                               | —        | —        | —        | —        | —        |         | Glee: The Music, The Christmas Album Volume 2 | "Velmi neobyčejně veselé Vánoce" |
| "Extraordinary Merry Christmas"                       | —        | —        | —        | —        | —        |         | Glee: The Music, The Christmas Album Volume 2 | "Velmi neobyčejně veselé Vánoce" |
| "Let It Snow"                                         | —        | —        | —        | —        | —        |         | Glee: The Music, The Christmas Album Volume 2 | "Velmi neobyčejně veselé Vánoce" |
| "Santa Claus Is Coming to Town"                       | —        | —        | —        | —        | —        |         | Glee: The Music, The Christmas Album Volume 2 | "Velmi neobyčejně veselé Vánoce" |
| "Christmas Wrapping"                                  | —        | —        | —        | —        | —        |         | Glee: The Music, The Christmas Album Volume 2 | "Velmi neobyčejně veselé Vánoce" |
| "Do They Know It's Christmas?"                        | —        | 85       | —        | —        | 92       |         | Glee: The Music, The Christmas Album Volume 2 | "Velmi neobyčejně veselé Vánoce" |
| "Summer Nights"                                       | —        | 85       | —        | —        | 88       |         | Glee: The Music, The Complete Season Three    | "Ano/Ne"                         |
| "Wedding Bell Blues"                                  | —        | —        | —        | —        | —        |         | Glee: The Music, The Complete Season Three    | "Ano/Ne"                         |
| "Moves Like Jagger / Jumpin' Jack Flash"              | —        | 59       | —        | 169      | 62       |         | Glee: The Music, The Complete Season Three    | "Ano/Ne"                         |
| "The First Time Ever I Saw Your Face"                 | —        | 78       | —        | —        | 70       |         | Glee: The Music, The Complete Season Three    | "Ano/Ne"                         |
| "Without You"                                         | 62       | 29       | 88       | 94       | 28       |         | Glee: The Music, The Complete Season Three    | "Ano/Ne"                         |
| "We Found Love"                                       | 79       | 55       | —        | 151      | 56       |         | Glee: The Music, The Complete Season Three    | "Ano/Ne"                         |
| "Wanna Be Startin' Somethin'"                         | —        | 88       | —        | —        | 78       |         | Glee: The Music, The Complete Season Three    | "Michael"                        |
| "Bad"                                                 | —        | 90       | —        | 193      | 80       |         | Glee: The Music, The Complete Season Three    | "Michael"                        |
| "Scream"                                              | —        | —        | —        | —        | —        |         | Glee: The Music, The Complete Season Three    | "Michael"                        |
| "Never Can Say Goodbye"                               | —        | —        | —        | —        | —        |         | Glee: The Music, The Complete Season Three    | "Michael"                        |
| "Human Nature"                                        | —        | 62       | —        | 173      | 56       |         | Glee: The Music, The Complete Season Three    | "Michael"                        |
| "Ben"                                                 | —        | —        | —        | —        | —        |         | Glee: The Music, The Complete Season Three    | "Michael"                        |
| "Smooth Criminal" (featuring 2Cellos)                 | 59       | 28       | 46       | 86       | 26       |         | Glee: The Music, The Complete Season Three    | "Michael"                        |
| "I Just Can't Stop Loving You"                        | —        | —        | —        | —        | —        |         | Glee: The Music, The Complete Season Three    | "Michael"                        |
| "Black or White"                                      | —        | 69       | —        | 182      | 64       |         | Glee: The Music, The Complete Season Three    | "Michael"                        |
| "Sexy and I Know It" (featuring Ricky Martin)         | —        | —        | —        | —        | 81       |         | Glee: The Music, The Complete Season Three    | "Učitel španělštiny"             |
| "Don't Wanna Lose You"                                | —        | —        | —        | —        | —        |         | Glee: The Music, The Complete Season Three    | "Učitel španělštiny"             |
| "Bamboleo / Hero"                                     | —        | —        | —        | —        | —        |         | Glee: The Music, The Complete Season Three    | "Učitel španělštiny"             |
| "La Isla Bonita" (featuring Ricky Martin)             | —        | 93       | —        | 152      | 99       |         | Glee: The Music, The Complete Season Three    | "Učitel španělštiny"             |
| "A Little Less Conversation"                          | —        | —        | —        | —        | —        |         | Glee: The Music, The Complete Season Three    | "Učitel španělštiny"             |
| "L-O-V-E"                                             | —        | —        | —        | —        | —        |         | Glee: The Music, The Complete Season Three    | "Srdce"                          |
| "Let Me Love You"                                     | —        | —        | —        | —        | —        |         | Glee: The Music, The Complete Season Three    | "Srdce"                          |
| "Stereo Hearts"                                       | 80       | 74       | 87       | 162      | 92       |         | Glee: The Music, The Complete Season Three    | "Srdce"                          |
| "Home"                                                | —        | —        | —        | —        | —        |         | Glee: The Music, The Complete Season Three    | "Srdce"                          |
| "I Will Always Love You"                              | —        | 90       | —        | —        | 87       |         | Glee: The Music, The Complete Season Three    | "Srdce"                          |
| "You're the Top"                                      | —        | —        | —        | —        | —        |         | Glee: The Music, The Complete Season Three    | "Srdce"                          |
| "Cherish / Cherish"                                   | —        | —        | —        | —        | —        |         | Glee: The Music, The Complete Season Three    | "Srdce"                          |
| "Love Shack"                                          | —        | —        | —        | —        | —        |         | Glee: The Music, The Complete Season Three    | "Srdce"                          |
| "Cough Syrup"                                         | —        | 67       | 66       | 150      | 65       |         | Glee: The Music, The Complete Season Three    | "Hned jsem tam"                  |
| "Stand"                                               | —        | —        | —        | —        | —        |         | Glee: The Music, The Complete Season Three    | "Hned jsem tam"                  |
| "Glad You Came"                                       | —        | 74       | —        | —        | 90       |         | Glee: The Music, The Complete Season Three    | "Hned jsem tam"                  |
| "Fly / I Believe I Can Fly"                           | 87       | 59       | 70       | 121      | 56       |         | Glee: The Music, The Complete Season Three    | "Hned jsem tam"                  |
| "What Doesn't Kill You (Stronger)"                    | 68       | 51       | 71       | 128      | 66       |         | Glee: The Music, The Complete Season Three    | "Hned jsem tam"                  |
| "Here's to Us"                                        | 91       | 64       | 60       | 122      | 73       |         | Glee: The Music, The Complete Season Three    | "Hned jsem tam"                  |
| "I'm Still Standing"                                  | —        | —        | —        | —        | —        |         | Glee: The Music, The Complete Season Three    | "Velký bratr"                    |
| "Hungry Like the Wolf / Rio" (featuring Matt Bomer)   | —        | 81       | —        | 169      | 98       |         | Glee: The Music, The Complete Season Three    | "Velký bratr"                    |
| "Fighter"                                             | —        | 85       | —        | 142      | —        |         | Glee: The Music, The Complete Season Three    | "Velký bratr"                    |
| "Up Up Up"                                            | —        | —        | —        | —        | —        |         | Glee: The Music, The Complete Season Three    | "Velký bratr"                    |
| "Somebody That I Used to Know" (featuring Matt Bomer) | 67       | 21       | 25       | 48       | 26       |         | Glee: The Music, The Complete Season Three    | "Velký bratr"                    |
| "You Should Be Dancing"                               | —        | —        | —        | —        | —        |         | Glee: The Music, The Complete Season Three    | "Horečka Glee noci"              |
| "Night Fever"                                         | —        | —        | —        | —        | —        |         | Glee: The Music, The Complete Season Three    | "Horečka Glee noci"              |
| "Disco Inferno"                                       | —        | —        | —        | —        | —        |         | Glee: The Music, The Complete Season Three    | "Horečka Glee noci"              |
| "If I Can't Have You"                                 | —        | —        | —        | —        | —        |         | Glee: The Music, The Complete Season Three    | "Horečka Glee noci"              |
| "How Deep Is Your Love"                               | —        | —        | —        | —        | —        |         | Glee: The Music, The Complete Season Three    | "Horečka Glee noci"              |
| "Boogie Shoes"                                        | —        | —        | —        | —        | —        |         | Glee: The Music, The Complete Season Three    | "Horečka Glee noci"              |
| "More Than a Woman"                                   | —        | —        | —        | —        | —        |         | Glee: The Music, The Complete Season Three    | "Horečka Glee noci"              |
| "Stayin' Alive"                                       | —        | —        | —        | —        | —        |         | Glee: The Music, The Complete Season Three    | "Horečka Glee noci"              |
| "How Will I Know"                                     | 92       | 61       | 56       | 73       | 65       |         | Glee: The Music, The Complete Season Three    | "Mít s kým tančit"               |
| "I Wanna Dance with Somebody (Who Loves Me)"          | —        | 80       | 92       | 113      | —        |         | Glee: The Music, The Complete Season Three    | "Mít s kým tančit"               |
| "Saving All My Love for You"                          | —        | —        | —        | —        | —        |         | Glee: The Music, The Complete Season Three    | "Mít s kým tančit"               |
| "So Emotional"                                        | —        | —        | —        | 166      | —        |         | Glee: The Music, The Complete Season Three    | "Mít s kým tančit"               |
| "It's Not Right but It's Okay"                        | —        | 75       | —        | 130      | 92       |         | Glee: The Music, The Complete Season Three    | "Mít s kým tančit"               |
| "I Have Nothing"                                      | —        | —        | —        | 193      | —        |         | Glee: The Music, The Complete Season Three    | "Mít s kým tančit"               |
| "My Love Is Your Love"                                | —        | —        | —        | 154      | —        |         | Glee: The Music, The Complete Season Three    | "Mít s kým tančit"               |
| "Cell Block Tango"                                    | —        | —        | —        | 175      | —        |         | Glee: The Music, The Complete Season Three    | "Přijímačky"                     |
| "Cry"                                                 | —        | 90       | 100      | 116      | —        |         | Glee: The Music, The Complete Season Three    | "Přijímačky"                     |
| "Not the Boy Next Door"                               | —        | —        | —        | —        | —        |         | Glee: The Music, The Complete Season Three    | "Přijímačky"                     |
| "Shake It Out"                                        | 73       | 60       | 29       | 54       | 71       |         | Glee: The Music, The Complete Season Three    | "Přijímačky"                     |
| "The Rain in Spain"                                   | —        | —        | —        | —        | —        |         | Glee: The Music, The Complete Season Three    | "Přijímačky"                     |
| "School's Out"                                        | —        | —        | —        | —        | —        |         | Glee: The Music, The Graduation Album         | "Přijímačky"                     |
| "Big Girls Don't Cry"                                 | —        | —        | —        | 132      | —        |         | Glee: The Music, The Complete Season Three    | "Plesosaurus"                    |
| "Dinosaur"                                            | —        | —        | —        | —        | —        |         | Glee: The Music, The Complete Season Three    | "Plesosaurus"                    |
| "Love You Like a Love Song"                           | —        | —        | —        | 180      | —        |         | Glee: The Music, The Complete Season Three    | "Plesosaurus"                    |
| "Take My Breath Away"                                 | —        | —        | —        | —        | —        |         | Glee: The Music, The Complete Season Three    | "Plesosaurus"                    |
| "What Makes You Beautiful"                            | —        | 93       | —        | 162      | —        |         | Glee: The Music, The Complete Season Three    | "Plesosaurus"                    |
| "Because You Loved Me"                                | —        | —        | —        | —        | —        |         | Glee: The Music, The Complete Season Three    | "Poslední pokus"                 |
| "Mean"                                                | —        | 71       | 80       | 115      | —        |         | Glee: The Music, The Complete Season Three    | "Poslední pokus"                 |
| "Flashdance... What a Feeling"                        | —        | —        | —        | 145      | —        |         | Glee: The Music, The Complete Season Three    | "Poslední pokus"                 |
| "I Won't Give Up"                                     | —        | —        | —        | 172      | —        |         | Glee: The Music, The Graduation Album         | "Poslední pokus"                 |
| "Edge of Glory"                                       | —        | —        | —        | 141      | —        |         | Glee: The Music, The Graduation Album         | "Finále"                         |
| "We Are the Champions"                                | —        | —        | —        | 198      | —        |         | Glee: The Music, The Graduation Album         | "Finále"                         |
| "It's All Coming Back to Me Now"                      | —        | 75       | 63       | 69       | —        |         | Glee: The Music, The Complete Season Three    | "Finále"                         |
| "Paradise by the Dashboard Light"                     | —        | 94       | —        | 95       | —        |         | Glee: The Music, The Complete Season Three    | "Finále"                         |
| "Starships"                                           | —        | —        | —        | 175      | —        |         | Glee: The Music, The Complete Season Three    | "Finále"                         |
| "Pinball Wizard"                                      | —        | —        | —        | —        | —        |         | Glee: The Music, The Complete Season Three    | "Finále"                         |
| "Tongue Tied"                                         | —        | —        | —        | —        | —        |         | Glee: The Music, The Complete Season Three    | "Finále"                         |
| "In My Life"                                          | —        | —        | —        | —        | —        |         | Glee: The Music, The Complete Season Three    | "Sbohem a šáteček"               |
| "—" značí, že se skladba neumístila v žebříčku.       |          |          |          |          |          |         |                                               |                                  |

### 4. série: 2012–2013
| "It's Time"                                                                                              | — | 87 | —  | —  | 95 |  | Glee: The Music, Season 4, Volume 1 | "The New Rachel"                 |
| "New York State of Mind"                                                                                 | — | —  | —  | —  | —  |  | Glee: The Music, Season 4, Volume 1 | "The New Rachel"                 |
| "Call Me Maybe"                                                                                          | — | —  | —  | —  | —  |  | Singly mimo album                   | "The New Rachel"                 |
| "Americano / Dance Again" (featuring Kate Hudson)                                                        | — | —  | —  | —  | —  |  | Singly mimo album                   | "The New Rachel"                 |
| "Never Say Never"                                                                                        | — | —  | —  | —  | —  |  | Singly mimo album                   | "The New Rachel"                 |
| "Chasing Pavements"                                                                                      | — | —  | —  | —  | —  |  | Singly mimo album                   | "The New Rachel"                 |
| "Everybody Wants to Rule the World"                                                                      | — | —  | —  | —  | —  |  | Singly mimo album                   | "Makeover"                       |
| "Celebrity Skin"                                                                                         | — | —  | —  | —  | —  |  | Singly mimo album                   | "Makeover"                       |
| "The Way You Look Tonight / You're Never Fully Dressed Without a Smile" (featuring Sarah Jessica Parker) | — | —  | —  | —  | —  |  | Singly mimo album                   | "Makeover"                       |
| "A Change Would Do You Good"                                                                             | — | —  | —  | —  | —  |  | Singly mimo album                   | "Makeover"                       |
| "Barely Breathing"                                                                                       | — | —  | —  | —  | —  |  | Singly mimo album                   | "The Break-Up"                   |
| "Teenage Dream" (akustická verze)                                                                        | — | —  | —  | —  | —  |  | Singly mimo album                   | "The Break-Up"                   |
| "Don't Speak"                                                                                            | — | —  | —  | —  | —  |  | Singly mimo album                   | "The Break-Up"                   |
| "Give Your Heart a Break"                                                                                | — | 94 | —  | —  | —  |  | Glee: The Music, Season 4, Volume 1 | "The Break-Up"                   |
| "Mine"                                                                                                   | — | —  | —  | —  | —  |  | Glee: The Music, Season 4, Volume 1 | "The Break-Up"                   |
| "The Scientist"                                                                                          | — | 72 | —  | —  | 91 |  | Glee: The Music, Season 4, Volume 1 | "The Break-Up"                   |
| "Everybody Talks"                                                                                        | — | —  | —  | —  | —  |  | Glee: The Music, Season 4, Volume 1 | "The Role You Were Born to Play" |
| "Blow Me (One Last Kiss)"                                                                                | — | —  | —  | —  | —  |  | Singly mimo album                   | "The Role You Were Born to Play" |
| "Juke Box Hero"                                                                                          | — | —  | —  | —  | —  |  | Singly mimo album                   | "The Role You Were Born to Play" |
| "Superman"                                                                                               | — | —  | —  | —  | —  |  | Singly mimo album                   | "Dynamic Duets"                  |
| "My Dark Side"                                                                                           | — | —  | —  | —  | —  |  | Glee: The Music, Season 4, Volume 1 | "Dynamic Duets"                  |
| "Holding Out for a Hero"                                                                                 | — | —  | —  | —  | —  |  | Glee: The Music, Season 4, Volume 1 | "Dynamic Duets"                  |
| "Heroes"                                                                                                 | — | —  | —  | —  | —  |  | Glee: The Music, Season 4, Volume 1 | "Dynamic Duets"                  |
| "Some Nights"                                                                                            | — | 97 | —  | —  | —  |  | Glee: The Music, Season 4, Volume 1 | "Dynamic Duets"                  |
| "Come See About Me"                                                                                      | — | —  | —  | —  | —  |  | Singly mimo album                   | "Thanksgiving"                   |
| "Whistle"                                                                                                | — | —  | —  | —  | —  |  | Singly mimo album                   | "Thanksgiving"                   |
| "Let's Have a Kiki / Turkey Lurkey Time"                                                                 | — | —  | —  | —  | —  |  | Singly mimo album                   | "Thanksgiving"                   |
| "Somethin' Stupid"                                                                                       | — | —  | —  | —  | —  |  | Glee: The Music, Season 4, Volume 1 | "Swan Song"                      |
| "All That Jazz"                                                                                          | — | —  | —  | —  | —  |  | Singly mimo album                   | "Swan Song"                      |
| "Being Good Isn't Good Enough"                                                                           | — | —  | —  | —  | —  |  | Singly mimo album                   | "Swan Song"                      |
| "Being Alive"                                                                                            | — | —  | —  | —  | —  |  | Singly mimo album                   | "Swan Song"                      |
| "Don't Dream It's Over"                                                                                  | — | —  | —  | —  | —  |  | Singly mimo album                   | "Swan Song"                      |
| "I Don't Know How to Love Him"                                                                           | — | —  | —  | —  | —  |  | Singly mimo album                   | "Sadie Hawkins"                  |
| "Baby Got Back"                                                                                          | — | —  | —  | —  | —  |  | Singly mimo album                   | "Sadie Hawkins"                  |
| "Tell Him"                                                                                               | — | —  | —  | —  | —  |  | Singly mimo album                   | "Sadie Hawkins"                  |
| "No Scrubs"                                                                                              | — | —  | —  | —  | —  |  | Singly mimo album                   | "Sadie Hawkins"                  |
| "Locked Out of Heaven"                                                                                   | — | —  | —  | —  | —  |  | Singly mimo album                   | "Sadie Hawkins"                  |
| "I Only Have Eyes for You"                                                                               | — | —  | —  | —  | —  |  | Singly mimo album                   | "Sadie Hawkins"                  |
| "Torn"                                                                                                   | — | —  | —  | —  | —  |  | Singly mimo album                   | "Naked"                          |
| "Centerfold / Hot in Herre"                                                                              | — | —  | —  | —  | —  |  | Singly mimo album                   | "Naked"                          |
| "A Thousand Years, Pt. 2"                                                                                | — | 93 | —  | —  | —  |  | Singly mimo album                   | "Naked"                          |
| "Let Me Love You (Until You Learn to Love Yourself)"                                                     | — | 68 | 83 | 77 | 91 |  | Singly mimo album                   | "Naked"                          |
| "Love Song (Sara Bareilles song)"                                                                        | — | —  | —  | —  | —  |  | Singly mimo album                   | "Naked"                          |
| "This Is the New Year"                                                                                   | — | —  | —  | —  | —  |  | Singly mimo album                   | "Naked"                          |
| "Diva"                                                                                                   | — | —  | —  | —  | —  |  | Singly mimo album                   | "Diva"                           |
| "Don't Stop Me Now"                                                                                      | — | —  | —  | —  | —  |  | Singly mimo album                   | "Diva"                           |
| "Nutbush City Limits"                                                                                    | — | —  | —  | —  | —  |  | Singly mimo album                   | "Diva"                           |
| "Make No Mistake, She's Mine"                                                                            | — | —  | —  | —  | —  |  | Singly mimo album                   | "Diva"                           |
| "Bring Him Home"                                                                                         | — | —  | —  | —  | —  |  | Singly mimo album                   | "Diva"                           |
| "Hung Up"                                                                                                | — | —  | —  | —  | —  |  | Singly mimo album                   | "Diva"                           |
| "Girl on Fire"                                                                                           | — | —  | —  | —  | —  |  | Singly mimo album                   | "Diva"                           |
| "You're All I Need to Get By"                                                                            | — | —  | —  | —  | —  |  | Singly mimo album                   | "I Do"                           |
| "Getting Married Today"                                                                                  | — | —  | —  | —  | —  |  | Singly mimo album                   | "I Do"                           |
| "Just Can't Get Enough"                                                                                  | — | —  | —  | —  | —  |  | Singly mimo album                   | "I Do"                           |
| "We've Got Tonight"                                                                                      | — | —  | —  | —  | —  |  | Singly mimo album                   | "I Do"                           |
| "Anything Could Happen"                                                                                  | — | —  | —  | —  | —  |  | Singly mimo album                   | "Girls (and Boys) On Film"       |
| "Come What May"                                                                                          | — | —  | —  | —  | —  |  | Singly mimo album                   | "Girls (and Boys) On Film"       |
| "Sparkling Diamonds"                                                                                     | — | —  | —  | —  | —  |  | Singly mimo album                   | "Girls (and Boys) On Film"       |
| "Footloose"                                                                                              | — | —  | —  | —  | —  |  | Singly mimo album                   | "Girls (and Boys) On Film"       |
| "You’re All The World To Me"                                                                             | — | —  | —  | —  | —  |  | Singly mimo album                   | "Girls (and Boys) On Film"       |
| "Shout"                                                                                                  | — | —  | —  | —  | —  |  | Singly mimo album                   | "Girls (and Boys) On Film"       |
| "In Your Eyes"                                                                                           | — | —  | —  | —  | —  |  | Singly mimo album                   | "Girls (and Boys) On Film"       |
| "Old Time Rock And Roll / Danger Zone"                                                                   | — | —  | —  | —  | —  |  | Singly mimo album                   | "Girls (and Boys) On Film"       |
| "Unchained Melody"                                                                                       | — | —  | —  | —  | —  |  | Singly mimo album                   | "Feud"                           |
| "How to Be a Heartbreaker"                                                                               | — | —  | —  | —  | —  |  | Singly mimo album                   | "Feud"                           |
| "The Bitch Is Back / Dress You Up"                                                                       | — | —  | —  | —  | —  |  | Singly mimo album                   | "Feud"                           |
| "Cold Hearted"                                                                                           | — | —  | —  | —  | —  |  | Singly mimo album                   | "Feud"                           |
| "Bye Bye Bye / I Want It That Way"                                                                       | — | —  | —  | —  | —  |  | Singly mimo album                   | "Feud"                           |
| "I Still Believe / Super Bass"                                                                           | — | —  | —  | —  | —  |  | Singly mimo album                   | "Feud"                           |
| "Closer"                                                                                                 | — | —  | —  | —  | —  |  | Singly mimo album                   | "Guilty Pleasures"               |
| "Wake Me Up Before You Go-Go"                                                                            | — | —  | —  | —  | —  |  | Singly mimo album                   | "Guilty Pleasures"               |
| "Copacabana"                                                                                             | — | —  | —  | —  | —  |  | Singly mimo album                   | "Guilty Pleasures"               |
| "Against All Odds (Take a Look at Me Now)"                                                               | — | —  | —  | —  | —  |  | Singly mimo album                   | "Guilty Pleasures"               |
| "Wannabe"                                                                                                | — | —  | —  | —  | —  |  | Singly mimo album                   | "Guilty Pleasures"               |
| "My Prerogative"                                                                                         | — | —  | —  | —  | —  |  | Singly mimo album                   | "Guilty Pleasures"               |
| "Creep"                                                                                                  | — | —  | —  | —  | 99 |  | Singly mimo album                   | "Guilty Pleasures"               |
| "Mamma Mia"                                                                                              | — | —  | —  | —  | —  |  | Singly mimo album                   | "Guilty Pleasures"               |
| "—" značí, že se skladba neumístila v žebříčku.                                                          |   |    |    |    |    |  |                                     |                                  |

### 5. série: 2013–2014
| Název                                           | Nejvyšší umístění | Nejvyšší umístění | Nejvyšší umístění | Nejvyšší umístění | Nejvyšší umístění | Ocenění | Album             | Epizoda            |
| Název                                           | AUS               | CAN               | IRL               | UK                | US                | Ocenění | Album             | Epizoda            |
| ----------------------------------------------- | ----------------- | ----------------- | ----------------- | ----------------- | ----------------- | ------- | ----------------- | ------------------ |
| "You Are Woman, I Am Man"                       | —                 | —                 | —                 | —                 | —                 |         | Singly mimo album | "The End of Twerk" |
| "Blurred Lines"                                 | —                 | —                 | —                 | —                 | —                 |         | Singly mimo album | "The End of Twerk" |
| "If I Were a Boy"                               | —                 | —                 | —                 | —                 | —                 |         | Singly mimo album | "The End of Twerk" |
| "Wrecking Ball"                                 | —                 | —                 | —                 | —                 | —                 |         | Singly mimo album | "The End of Twerk" |
| "On Our Way"                                    | —                 | —                 | —                 | —                 | —                 |         | Singly mimo album | "The End of Twerk" |
| "Into the Groove"                               | —                 | —                 | —                 | —                 | —                 |         | Singly mimo album | "Puppet Master"    |
| "You're My Best Friend"                         | —                 | —                 | —                 | —                 | —                 |         | Singly mimo album | "Puppet Master"    |
| "Nasty"/"Rhythm Nation"                         | —                 | —                 | —                 | —                 | —                 |         | Singly mimo album | "Puppet Master"    |
| "Cheek to Cheek"                                | —                 | —                 | —                 | —                 | —                 |         | Singly mimo album | "Puppet Master"    |
| "The Fox (What Does the Fox Say?)"              | —                 | —                 | —                 | —                 | —                 |         | Singly mimo album | "Puppet Master"    |
| "Whenever I Call You Friend"                    | —                 | —                 | —                 | —                 | —                 |         | Singly mimo album | "Frenemies"        |
| "Brave"                                         | —                 | —                 | —                 | —                 | —                 |         | Singly mimo album | "Frenemies"        |
| "My Lovin' (You're Never Gonna Get It)"         | —                 | —                 | —                 | —                 | —                 |         | Singly mimo album | "Frenemies"        |
| "Don't Rain on My Parade"                       | —                 | —                 | —                 | —                 | —                 |         | Singly mimo album | "Frenemies"        |
| "I Believe in a Thing Called Love"              | —                 | —                 | —                 | —                 | —                 |         | Singly mimo album | "Frenemies"        |
| "Every Breath You Take"                         | —                 | —                 | —                 | —                 | —                 |         | Singly mimo album | "Frenemies"        |
| "Breakaway"                                     | —                 | —                 | —                 | —                 | —                 |         | Singly mimo album | "Frenemies"        |
| "Jumpin', Jumpin'"                              | —                 | —                 | —                 | —                 | —                 |         | Singly mimo album | "Trio"             |
| "Barracuda"                                     | —                 | —                 | —                 | —                 | —                 |         | Singly mimo album | "Trio"             |
| "Don't You (Forget About Me)"                   | —                 | —                 | —                 | —                 | —                 |         | Singly mimo album | "Trio"             |
| "Danny's Song"                                  | —                 | —                 | —                 | —                 | —                 |         | Singly mimo album | "Trio"             |
| "Gloria"                                        | —                 | —                 | —                 | —                 | —                 |         | Singly mimo album | "Trio"             |
| "The Happening"                                 | —                 | —                 | —                 | —                 | —                 |         | Singly mimo album | "Trio"             |
| "Hold On"                                       | —                 | —                 | —                 | —                 | —                 |         | Singly mimo album | "Trio"             |
| "—" značí, že se skladba neumístila v žebříčku. |                   |                   |                   |                   |                   |         |                   |                    |

### Mimo epizodové singly
| Název                                           | Rok  | Umístění | Umístění | Umístění | Umístění | Umístění | Album                                         |
| Název                                           | Rok  | AUS      | CAN      | IRL      | UK       | US       | Album                                         |
| ----------------------------------------------- | ---- | -------- | -------- | -------- | -------- | -------- | --------------------------------------------- |
| "Santa Baby"                                    | 2011 | —        | —        | —        | —        | —        | Glee: The Music, The Christmas Album Volume 2 |
| "I Want You Back"                               | 2012 | —        | —        | —        | —        | —        | Glee: The Music, The Complete Season Three    |
| "—" značí, že se skladba neumístila v žebříčku. |      |          |          |          |          |          |                                               |

## Další umístěné písně
| Název                                             | Rok  | Umístění | Umístění | Umístění | Umístění | Umístění | Album                                       | Epizoda                          |
| Název                                             | Rok  | AUS      | CAN      | IRL      | UK       | US       | Album                                       | Epizoda                          |
| ------------------------------------------------- | ---- | -------- | -------- | -------- | -------- | -------- | ------------------------------------------- | -------------------------------- |
| "I Say a Little Prayer"                           | 2009 | —        | —        | —        | 125      | —        | Glee: The Music, Volume 1                   | "Skandál"                        |
| "Faithfully"                                      | 2010 | —        | 49       | 45       | 48       | 37       | Glee: The Music, Journey to Regionals       | "Cesta"                          |
| "Any Way You Want It / Lovin' Touchin' Squeezin'" | 2010 | 79       | 39       | 20       | 32       | 58       | Glee: The Music, Journey to Regionals       | "Cesta"                          |
| "Bohemian Rhapsody" (featuring Jonathan Groff)    | 2010 | —        | 68       | —        | 67       | 84       | Glee: The Music, Journey to Regionals       | "Cesta"                          |
| "To Sir with Love"                                | 2010 | 61       | 62       | —        | 60       | 76       | Glee: The Music, Journey to Regionals       | "Cesta"                          |
| "Over the Rainbow"                                | 2010 | 42       | 31       | 31       | 30       | 43       | Glee: The Music, Journey to Regionals       | "Cesta"                          |
| "Touch a Touch a Touch a Touch Me"                | 2010 | —        | 96       | —        | 72       | —        | Glee: The Music, The Rocky Horror Glee Show | "Rocky Horror Glee Show"         |
| "Time Warp"                                       | 2010 | 70       | 52       | 42       | 63       | 89       | Glee: The Music, The Rocky Horror Glee Show | "Rocky Horror Glee Show"         |
| "Sweet Transvestite"                              | 2010 | —        | —        | —        | 186      | —        | Glee: The Music, The Rocky Horror Glee Show | "Rocky Horror Glee Show"         |
| "Baby, It's Cold Outside"                         | 2010 | —        | 53       | —        | —        | 57       | Glee: The Music, The Christmas Album        | "Vánoce"                         |
| "Jingle Bells"                                    | 2010 | —        | 74       | —        | —        | —        | Glee: The Music, The Christmas Album        | Písně, které nezazněly v epizodě |
| "Deck the Rooftop"                                | 2010 | —        | 86       | —        | —        | —        | Glee: The Music, The Christmas Album        | Písně, které nezazněly v epizodě |
| "ABC"                                             | 2011 | —        | 93       | —        | —        | 88       | Glee: The Music, Volume 7                   | "Drž si svých 16"                |
| "Man in the Mirror"                               | 2011 | —        | 84       | —        | —        | 76       | Glee: The Music, Volume 7                   | "Drž si svých 16"                |
| "—" značí, že se skladba neumístila v žebříčku.   |      |          |          |          |          |          |                                             |                                  |